# ニッコロ・ピジッリ
ニッコロ・ピジッリ（Niccolò Pisilli, 2004年9月23日 - ）は、イタリア・ローマ出身のサッカー選手。ASローマ所属。ポジションはミッドフィールダー。

## 経歴

### クラブ
地元クラブのASDヘリオスでサッカーを始め、8歳の時にASローマの下部組織に入団した。2022年11月、クラブと2026年までのプロ契約を結んだ。
ローマのU-19チームに所属していたが、2023年5月6日、セリエAのインテルナツィオナーレ・ミラノ戦の試合終盤に途中出場して、プロデビューを果たした。4月には、U-19チームでコッパ・イタリア・プリマヴェーラ優勝を果たした。
2023年12月14日、UEFAヨーロッパリーグのFCシェリフ・ティラスポリの後半27分にアンドレア・ベロッティとの交代で出場し、ヨーロッパの大会で初出場を果たした。この試合では、後半アディショナルタイムにプロ初ゴールも挙げた。
2024年9月1日、セリエAのユヴェントスFC戦でセリエA初先発を果たした。9月29日、ヴェネツィア戦で1-1の後半38分にセリエA初ゴールとなる勝ち越しゴールを挙げ、勝利に貢献した。2025年2月23日、クラブとの契約を2029年まで延長した。

### 代表
2023年5月、カルミネ・ヌンツィアータ監督によって、アルゼンチンで開催されたFIFA U-20ワールドカップに出場するイタリア代表に選出された。チームは、決勝でウルグアイ代表に敗れて準優勝に終わった。
2023年6月、マルタで開催されたUEFA U-19欧州選手権のメンバーに選出され、イタリア代表は2度目の優勝を果たした。
2024年10月4日、イタリア代表に初招集された。

## タイトル

### 代表
U-19イタリア代表
- UEFA U-19欧州選手権 : 2023[18][19]